# Publius Nasennius Libanus
Publius Nasennius Libanus war ein antiker römischer Toreut (Metallarbeiter), der in der zweiten Hälfte des 1. Jahrhunderts in Kampanien tätig war.
Publius Nasennius Libanus ist heute nur noch aufgrund von fünf Signaturstempeln, je vier auf Kasserollen und einer Badeschale aus Bronze bekannt. Vier wurden in Pompeji gefunden, ein Stück wahrscheinlich in Rom. Mit Titus Nasennius Severus ist ein weiterer Nasennier als Toreut belegt, der zudem auch in Kampanien produzierte. Die (ergänzte) Signatur lautet in einer Form lateinisch NAS(ENNI) LIBAN(I), andere Signaturen sind zum Teil nicht komplett erhalten. Bei den Stücken handelt es sich um:
1. Bronzekasserolle, gefunden in Pompeji; heute im Archäologischen Nationalmuseum Neapel.[1]
2. Bronzekasserolle, gefunden in Pompeji; heute im Deposito Archeologico Pompei.[2]
3. Bronzebadeschale, gefunden in Pompeji; heute im Archäologischen Nationalmuseum Neapel.[3]
4. Bronzekasserolle, gefunden in Pompeji; heute im Archäologischen Nationalmuseum Neapel.[4]
5. Bronzekasserolle, wahrscheinlich in Rom gefunden; ehemals im Museum Kircherianum.[5]

## Einzelbelege
1. ↑  Inventarnummer ?; Richard Petrovszky: Studien zu römischen Bronzegefäßen mit Meisterstempeln. Leidorf, Buch am Erlbach 1993, S. 277, Nr. N.07.01.
2. ↑  Inventarnummer 6905; Richard Petrovszky: Studien zu römischen Bronzegefäßen mit Meisterstempeln. Leidorf, Buch am Erlbach 1993, S. 277, Nr. N.07.02.
3. ↑  Inventarnummer Bronzi min. Sangiorgio Nr. 1259; Richard Petrovszky: Studien zu römischen Bronzegefäßen mit Meisterstempeln. Leidorf, Buch am Erlbach 1993, S. 277, Nr. N.07.03; CIL 10, 8071,61.
4. ↑  Inventarnummer ?; Richard Petrovszky: Studien zu römischen Bronzegefäßen mit Meisterstempeln. Leidorf, Buch am Erlbach 1993, S. 277, Nr. N.07.04; CIL 10, 8071,59.
5. ↑  Richard Petrovszky: Studien zu römischen Bronzegefäßen mit Meisterstempeln. Leidorf, Buch am Erlbach 1993, S. 277, Nr. N.07.05; CIL 15, 7077.

| Personendaten    | Personendaten                              |
| ---------------- | ------------------------------------------ |
| NAME             | Nasennius Libanus, Publius                 |
| ALTERNATIVNAMEN  | Libanus, Publius Nasennius                 |
| KURZBESCHREIBUNG | antiker römischer Toreut                   |
| GEBURTSDATUM     | 1. Jahrhundert v. Chr. oder 1. Jahrhundert |
| STERBEDATUM      | 1. Jahrhundert oder 2. Jahrhundert         |